# Nukleotid-Diphosphatase 3
Nukleotid-Diphosphatase 3 (synonym NPPase 3, CD203c) ist ein Enzym aus der Gruppe der Pyrophosphatasen.

## Eigenschaften
Die Nukleotid-Diphosphatase 3 ist gleichzeitig eine Diphosphatase (EC 3.6.1.9) und Diesterase (EC 3.1.4.1). Sie hydrolysiert die Bindung zwischen zwei Phosphaten (Phosphodiesterbindung) oder zwischen Phosphat und Sulfat, wie auch die Nukleotid-Diphosphatase 1. Substrate der Nukleotid-Diphosphatase 3 sind z. B. NAD+, NADP+, FAD, CoA und UDP-Glucose, sowie manche Triphosphate wie ATP, GTP, CTP, TTP und UTP und auch Diadenosinpolyphosphate und cAMP. Sie wird unter anderem in der Innenseite der Gallengänge, im Dickdarm, in Nieren, in der Prostata und im Uterus, sowie von mehreren Krebszelllinien gebildet. Zudem wird NPPase 3 in das Blutserum bzw. das Lumen der jeweiligen Epithelialzelle sezerniert. Die Nukleotid-Diphosphatase 3 ist außerdem auf Basophilen und Mastzellen zu finden. Es ist glykosyliert.
 + H2O {\displaystyle \longrightarrow }  + AMP
Die Nukleotid-Diphosphatase 3 ist an der Hemmung einer allergischen Reaktion von Basophilen beteiligt.
Die Nukleotid-Diphosphatase 3 dient beim Basophil activation test auf Allergien als Marker für die Aktivierung von Basophilen, wie auch CD63.